# Synagelides palpaloides
Synagelides palpaloides là một loài nhện trong họ Salticidae.
Loài này thuộc chi Synagelides. Synagelides palpaloides được Peng, Tso & Li miêu tả năm 2002.